# Johann Valentin Müller
Johann Valentin Müller (* 7. Februar 1830 in Münster; † 24. Juli 1905 in Seelisberg) war ein deutscher Cellist, Musikpädagoge und Komponist.
Müller stammte aus einer Familie von Musikern, sein Vater war Domkapellmeister. Im Jahr 1845 zog er für zwei Jahre nach München, wo er bei Joseph Menter lernte. Danach wirkte er in Brüssel, Paris und Frankfurt am Main (Dr. Hoch’s Konservatorium). Ab 1890 arbeitete er in Rom. Seinen Ruhestand verbrachte er in Seelisberg.